# 포이어바흐론
《루트비히 포이어바흐와 독일고전철학의 종말》(Ludwig Feuerbach und der Ausgang der klassischen deutschen Philosophie) 또는 《포이어바흐론》은 프리드리히 엥겔스가 1888년에 출판한 책으로, 1886년에 잡지 《노이에 자이트》에 발표한 원고에 수정을 가해 출판되었다. 마르크스주의가 유럽 이외에도 전파된 엥겔스의 만년에 자기의 세계관을 19세기 독일 철학의 원천에 입각하여 해명·개설한 것이다.

## 내용
제1장―헤겔 철학이 체계로서는 광대한 관념론이지만, 방법으로서는 변증법적이며, 인간의 사고, 행위의 모든 산물의 영원성을 종결시키는 혁명적인 철학이었음을 설명하고 있다. 헤겔의 관념론을 비판한 포이어바흐의 유물론은 헤겔을 비판적으로 극복하였다고는 할 수 없다. 제2장―모든 철학, 특히 근세 철학에서는 정신과 자연, 마음과 존재의 어느 쪽을 근원적·제1차적으로 보는가 하는 근본문제가 관념론과 유물론으로 갈라진다고 하여 존재론과 인식론을 혼동하고 있으며, 유물론으로서는 17-18세기의 기계적 유물론과 포이어바흐의 유물론을 들고 있다. 제3장―포이어바흐의 종교론, 도덕론을 인용하면서 그의 유물론을 상세히 설명하고 인간적 사상(事象)을 사회적 연관에서 파악하지 못했다고 비판한다. 제4장―포이어바흐처럼 헤겔의 변증법을 폐기하지 않고, 이를 유물론의 토대 위에 재건한 것이 마르크스주의의 유물론이다. 세포·에너지 전화(轉化)·진화론 등의 발견으로 명확하게 된 자연과정의 연관·발전은 마르크스주의의 유물론에 의해서만 파악되며, 사회도 생산력·생산관계의 모순을 열쇠로 하여 발전과정으로서 파악되므로 세계의 해석이 아니라 변혁이 문제가 된다.